# عثيات نمرية
العث النمري أو حرمديات أو عثيات مسطحة أو عثيات دبورية (الاسم العلمي Arctiinae)، فُصيلة حشرات كبيرة ومتنوعة من العث، تضم حوالي 11,000 نوع توجد في جميع أنحاء العالم، بما في ذلك 6000 نوع في المناطق المدارية في العالم الجديد. وعادة ما تكون ذات ألوان زاهية. ويرقاتها تتميز بكتسائها بالشعر.